# كأس التحدي الأوروبي 1997–98
كأس التحدي الأوروبي 1997–98 (بالإنجليزية: 1997–98 European Challenge Cup)‏ هو الموسم 2 من  كأس التحدي الأوروبي. أقيم خلال الفترة 6 سبتمبر 1997 وحتى 1 فبراير 1998، وبمشاركة  32 فريقاً، وفاز فيه Colomiers Rugby ‏.